# Scolopax bukidnonensis
Scolopax bukidnonensis là một loài chim trong họ Scolopacidae.